# 분뇨
분뇨(糞尿)는 인간의 소화 시스템, 월경, 소변 및 대변을 포함한 인간 대사의 폐기물이다. 사용 중인 화장실의 유형, 사용자의 서비스 비용 지불 능력 및 기타 요인에 따라 분뇨를 수거, 운반, 처리 및 처리하거나 한 가지 또는 다른 방법으로 재사용한다.
현재 시행 중인 위생 시스템은 전 세계적으로 크게 다르다. 개발도상국의 많은 사람들은 다른 선택권이 없기 때문에 분뇨가 환경에 쌓이는 개방형 배변에 의존해야 한다. 전 세계의 "물, 위생 및 위생"(WASH) 개선은 국제 개발의 핵심 공중 보건 문제이며 지속 가능한 개발 목표 6(Sustainable Development Goal 6)에서 집중하는 사안이다.
선진국 사람들은 사람의 분뇨가 물과 섞여서 하수 처리장으로 운반되는 수세식 화장실을 사용하는 경향이 있다.
어린이의 분뇨는 기저귀에 넣고 도시 고형 폐기물과 섞일 수 있다. 기저귀는 때때로 환경에 직접 버려져 공중 보건 위험을 초래한다.

## 같이 보기
- 배설